# Ruhne
Ruhne ist ein Ortsteil der Gemeinde Ense im Kreis Soest, Regierungsbezirk Arnsberg, Nordrhein-Westfalen.

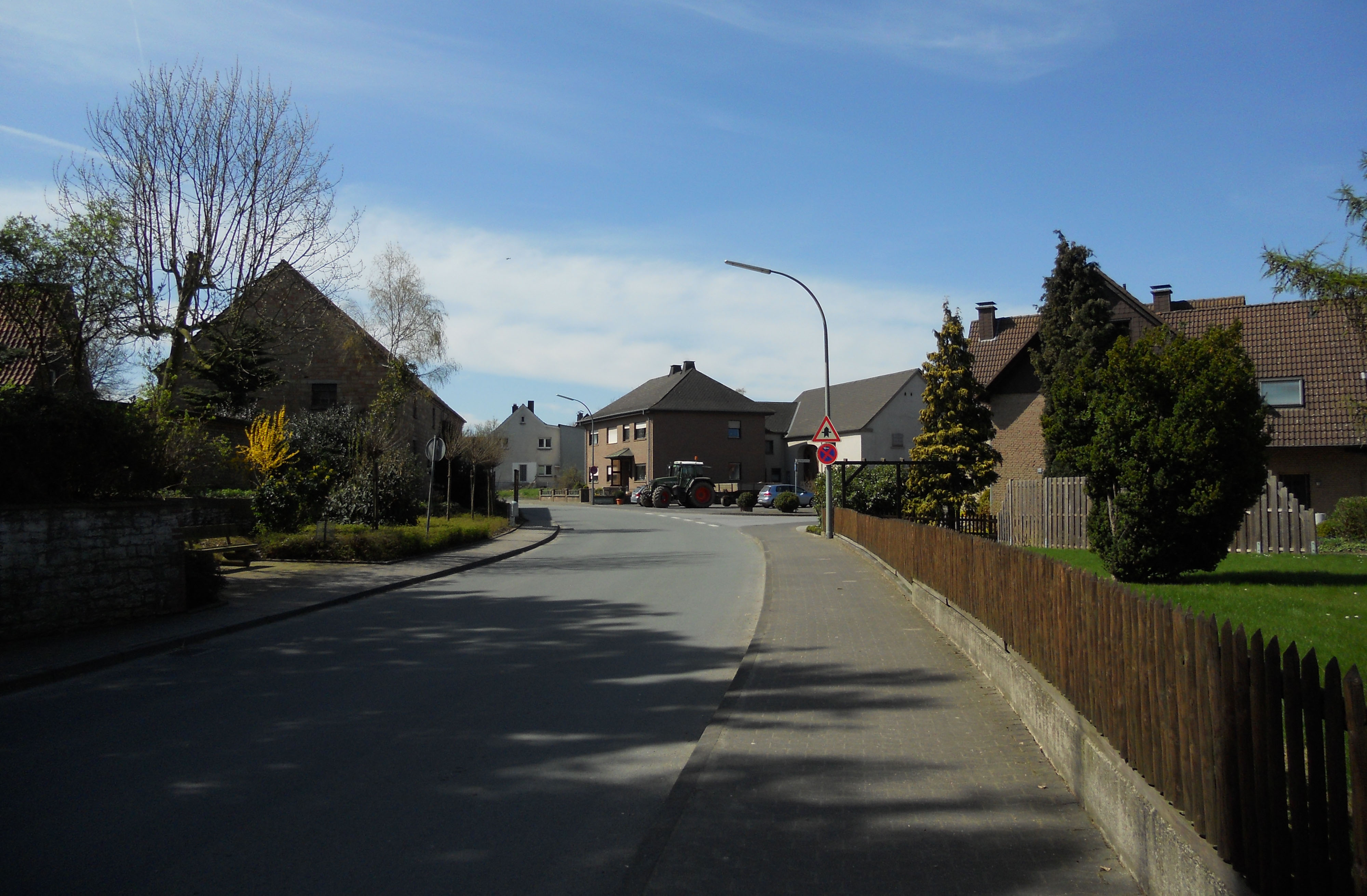
Ortsdurchfahrt von Ruhne

Der Ortsteil liegt auf dem Kamm des Haarstranges am nördlichen Rand des Sauerlandes. Er liegt einige hundert Meter nördlich von Bremen, Werl ist etwa fünf Kilometer entfernt. Mittelpunkt des Dorflebens ist die Kurfürstenhalle. An dem Weg in Richtung Waltringen steht das sogenannte Mucherkreuz. Es erinnert an die alljährliche Fußwallfahrt der Mucher aus dem Siegerland nach Werl. Im Ortszentrum steht ein stilisierter Glockenturm mit einer solitären Glocke, als Mahnmal für die Gefallenen der beiden Weltkriege.

## Geschichte
Das Dorf wurde Mitte des 12. Jahrhunderts erstmals unter dem Namen Rune erwähnt. Wahrzeichen des Dorfes ist der 1964 errichtete stilisierte Glockenturm. Für Feiern steht im Dorf die hölzerne Kurfürstenhalle. In der Schützenbruderschaft St. Lambertus haben sich Bürger aus Ruhne mit Bürgern aus Bremen, Gerlingen und Parsit zusammengeschlossen. In der Nähe von Ruhne lag im Zweiten Weltkrieg der Scheinflughafen Ruhne-Waltringen. Dieser Scheinflughafen sollte vom sieben Kilometer nördlich liegen Fliegerhorst Werl ablenken. Es wurden zehn Holzhallen von 10 m × 20 m Größe aufgebaut. Sechs Soldaten der Luftwaffe simulierten mit Flugzeugholzattrappen einen Fliegerhorstbetrieb. Bei Fliegeralarm wurden hier Schweißarbeiten und ein Hochofenabstich simuliert, um angreifende Verbände zu täuschen. Am 13. Juni 1941 griffen 15 britische Bomber den Scheinfliegerhorst an und warfen über 1200 Brand- und Sprengbomben ab. Nur ein Bauernhof in Ruhne brannte ab, aber Menschen wurden nicht verletzt oder getötet.
Ruhne wurde im Zuge der kommunalen Neugliederung am 1. Juli 1969 mit 13 anderen selbständigen Orten zur neuen Gemeinde Ense zusammengefasst.

## Name
Der Name erscheint Mitte des 12. Jahrhunderts bereits als Rune. Er kann mit „Siedlung an einem Bergeinschnitt“ gedeutet werden, verwandt mit (rekonstruiertem) germ. rūn = „Einschnitt“, und bezieht sich auf die Lage des Ortes am Haarstrang.